# Alhaji Jeng
Alhaji Jeng (Banjul, 13 dicembre 1981) è un ex astista svedese con cittadinanza gambiana.

## Biografia
La famiglia di Jeng si è trasferita dal Gambia in Svezia quando lui aveva soli 3 mesi, motivo per cui Jeng ha tenuto la cittadinanza del paese africano fino al compimento dei 18 anni. Dal 2000 ha iniziato a competere internazionalmente per la squadra svedese, ottenendo nel 2006 una medaglia d'argento ai Mondiali indoor in Russia, alle spalle dello statunitense Brad Walker. Nel corso della sua carriera ha preso parte alle edizioni dei Giochi olimpici tenute a Pechino 2008 e a Londra 2012.

## Palmarès
| Anno                           | Manifestazione    | Sede      | Evento           | Risultato | Prestazione | Note                                     |
| ------------------------------ | ----------------- | --------- | ---------------- | --------- | ----------- | ---------------------------------------- |
| In rappresentanza della Svezia |                   |           |                  |           |             |                                          |
| 2000                           | Mondiali juniores | Santiago  | Salto con l'asta | 8º        | 5,00 m      |                                          |
| 2003                           | Europei under 23  | Amsterdam | Salto con l'asta | 6º        | 5,30 m      |                                          |
| 2005                           | Europei indoor    | Madrid    | Salto con l'asta | 6º        | 5,50 m      |                                          |
| 2006                           | Mondiali indoor   | Mosca     | Salto con l'asta | Argento   | 5,70 m      |                                          |
| 2006                           | Europei           | Göteborg  | Salto con l'asta | Finale    | nm          |                                          |
| 2007                           | Mondiali          | Osaka     | Salto con l'asta | 15º (q)   | 5,55 m      |                                          |
| 2008                           | Mondiali indoor   | Valencia  | Salto con l'asta | 7º        | 5,70 m      |                                          |
| 2008                           | Giochi olimpici   | Pechino   | Salto con l'asta | 14º (q)   | 5,55 m      |                                          |
| 2009                           | Europei indoor    | Torino    | Salto con l'asta | 5º        | 5,71 m      |                                          |
| 2009                           | Mondiali          | Berlino   | Salto con l'asta | 12º       | 5,50 m      |                                          |
| 2011                           | Europei indoor    | Parigi    | Salto con l'asta | 10º (q)   | 5,55 m      |                                          |
| 2011                           | Mondiali          | Taegu     | Salto con l'asta | 17º (q)   | 5,50 m      |                                          |
| 2012                           | Giochi olimpici   | Londra    | Salto con l'asta | nm (q)    | nm (q)      |                                          |
| 2013                           | Europei indoor    | Göteborg  | Salto con l'asta | 17º (q)   | 5,40 m      |                                          |
| 2013                           | Mondiali          | Mosca     | Salto con l'asta | 9º        | 5,65 m      | Miglior prestazione personale stagionale |